# Eugen Brammertz
Karl Eugen Brammertz OSB (* 3. April 1915; † 5. März 1987 in der Universität des Päpstlichen Athenaeums Sant’Anselmo, Rom) war ein deutscher Benediktinerpater und Journalist, der als Spion für den KGB arbeitete und inoffizieller Mitarbeiter der DDR-Staatssicherheit war.

## Leben
Nach der Entlassung aus sowjetischer Kriegsgefangenschaft promovierte Eugen Brammertz 1953 an der Universität München mit einer Arbeit über Das ägyptische Mönchtum als soziologische Erscheinung. Schenute von Atripe.
Brammertz gehörte zur Abtei St. Matthias in Trier. Er unterrichtete als Religionslehrer an zwei Trierer Gymnasien, u. a. am Friedrich-Wilhelm-Gymnasium und war Redakteur der politischen katholischen Halbmonatszeitschrift Ende und Anfang von Franz Josef Bautz. 1974 wurde er an die römische Kurie berufen, wo er für die deutschsprachige Ausgabe des Osservatore Romano schrieb und als Berater und Übersetzer für die Katholische Nachrichten-Agentur arbeitete.
Nach seinem Tod verdichteten sich die Hinweise, er habe unter dem Decknamen IM „Lichtblick“ Aufklärung für das Ministerium für Staatssicherheit der DDR betrieben. Er arbeitete als Spion für den KGB und warb im Vatikan Mitarbeiter an. Im September 1996 veröffentlichte die Gauck-Behörde einen 260-seitigen Untersuchungsbericht.

## Ehrungen
- 1987: Verdienstkreuz 1. Klasse der Bundesrepublik Deutschland